# Andrew d'York
Pour les articles homonymes, voir André.
Signature
Andrew d'York, né le 19 février 1960 au palais de Buckingham (Londres), est un membre de la famille royale britannique, duc d'York depuis 1986.
Troisième enfant et deuxième fils de la reine Élisabeth II et de son époux Philip, duc d'Édimbourg, il est à sa naissance deuxième dans l'ordre de succession au trône britannique, dont il occupe aujourd'hui la huitième place depuis septembre 2022 avec l'accession au trône de son frère aîné, le roi Charles III.
De 1979 à 1999, il sert dans la Royal Navy, dont il est vice-amiral honoraire depuis 2015.
Fin 2019, impliqué dans l'affaire Epstein, il se retire de tout engagement public. Début 2022, il perd ses titres militaires et n'a plus le droit d'utiliser le prédicat d'altesse royale sur décision de sa mère.

## Biographie

### Naissance et baptême
Le prince Andrew Albert Christian Edward naît le 19 février 1960 au palais de Buckingham. Il est le fils de la reine Élisabeth II et du duc d'Édimbourg. Il est baptisé dans la salle de musique du palais le 8 avril 1960 par l'archevêque de Cantorbéry Geoffrey Fisher. Son prénom rend hommage à son grand-père paternel, le prince André de Grèce et de Danemark.
Le prince Andrew a pour parrains et marraines :
- le prince Henry, duc de Gloucester ;
- la princesse Alexandra de Kent ;
- Hugh FitzRoy, 11e duc de Grafton ;
- John Elphinstone, 17e Lord Elphinstone (neveu de la reine mère) ;
- Mme Harold Phillips (née Georgina Wernher (en), une amie de la reine).

### Enfance et éducation
Comme avec ses frères et sœurs plus âgés, Andrew est éduqué par une gouvernante. En septembre 1973, il entre à la Gordonstoun School, dans le nord de l'Écosse, et devient le troisième membre de la famille royale à y être scolarisé après son père et son frère aîné, le prince de Galles. Pendant son séjour là-bas, il passe six mois, de janvier à juin 1977, à participer à un programme d'échange de correspondants à la Lakefield College School au Canada. Il quitte Gordonstoun en juillet 1979.

### Carrière militaire
Il entre dans la Royal Navy en 1979. Il y passe, entre autres, le All Arms Commando Course où il gagne son béret vert. Il sert pendant la guerre des Malouines en 1982 à bord du porte-avions HMS Invincible. Fin 1983, le prince Andrew est transféré au RNAS Portland et suit une formation de pilote d'hélicoptères.
Il est promu au grade de lieutenant le 1er février 1984, à la suite de quoi la Reine le nomme aide de camp personnel. Le prince Andrew sert à bord du HMS Brazen en tant que pilote jusqu'en 1986. Le 23 octobre 1986, le duc d'York obtient le diplôme de moniteur et sert de février 1987 à avril 1988 en tant qu'officier au 702 Squadron Air au RNAS Portland, ainsi que sur le HMS Edinburgh comme officier de pont et officier adjoint à la conduite nautique (assistant navigating officer) jusqu'en 1989. Le duc d'York est ensuite pilote de l'hélicoptère Lynx HAS.3 de la frégate HMS Campbeltown de 1989 à 1991.
Il réussit l'examen de squadron command le 16 juillet 1991 et termine le cours de major de l'armée, devenant lieutenant commander le 1er février 1992 et réussissant l'examen de commandement de navire le 12 mars 1992. L'année suivante, de 1993 à 1994, le prince Andrew commande le chasseur de mines de classe HMS Cottesmore. De 1995 à 1996, le duc est affecté comme chef d'escadrille au 815 Naval Air Squadron — alors la plus grande unité de la Fleet Air Arm (Aéronautique navale) — son rôle à ce poste  consistant à superviser les normes de vol et à garantir l'efficacité de la capacité opérationnelle.
Il est promu commander le 27 avril 1999 et continue sa carrière au ministère de la Défense britannique jusqu'en 2001, comme officier à la direction diplomatique à l'état-major de la Marine. En juillet de la même année, le duc d'York est retiré de la liste des actifs de la Marine ; trois ans plus tard, il est nommé Captain honoraire. Le 19 février 2010, pour son 50e anniversaire, il est promu au grade de rear admiral honoraire. Cinq ans plus tard, il est promu vice admiral. Il décline sa promotion en tant qu' admiral à l'occasion de ses soixante ans.
En tant que membre de la famille royale, il est colonel d'un régiment, The Princess Louise Fusilliers (un régiment de l'infanterie canadienne créé en 1869 en hommage à la princesse Louise, fille de la reine Victoria).
En décembre 2017, il succède au duc d'Edimbourg comme colonel des Grenadier Guards.

### Mariage et descendance
En mars 1986, le palais de Buckingham annonce les fiançailles du prince et de Sarah Ferguson. La bague, un rubis avec dix diamants, est commandée chez Garrard, joaillier de la reine.
La reine Élisabeth II octroie le titre de duc et duchesse d'York au prince Andrew et à Sarah Ferguson, avant la cérémonie.
Il épouse le 23 juillet 1986 Sarah Ferguson. Le mariage a lieu à l'abbaye de Westminster. La cérémonie est retransmise à la télévision et a été suivie par 500 millions de téléspectateurs. C'est le quatorzième mariage princier dans la célèbre abbaye. Les pâtissiers de la Royal Navy réalisent un gâteau de cinq étages.
Ils ont deux filles, portant le prédicat d'altesse royale :
1. la princesse Beatrice d'York, née le 8 août 1988, épouse le 17 juillet 2020 le comte Edoardo Mapelli-Mozzi ;
2. la princesse Eugenie d'York, née le 23 mars 1990, épouse le 12 octobre 2018 Jack Brooksbank.

Le duc et la duchesse d'York se sont séparés en 1992 et ont divorcé en mai 1996.
Andrew d'York est grand-père de quatre petits-enfants : August Brooksbank (né le 9 février 2021), Sienna Mapelli Mozzi (née le 18 septembre 2021), Ernest Brooksbank (né le 30 mai 2023) et Athena Mapelli Mozzi (née le 22 janvier 2025).

### Rôle officiel dans la monarchie
Après sa carrière militaire, le prince Andrew se met à temps plein au service de la Couronne britannique.
Dans le domaine économique, il a été le représentant spécial pour le commerce international et l'investissement du Royaume-Uni. En 2014, il a fondé le Pitch Palace pour encourager les entrepreneurs (en cinq ans, Pitch Palace a soutenu 851 nouvelles entreprises et créé 3 669 nouveaux emplois).
Le duc d'York est parrain de la London Metropolitan University depuis 2013 (une fonction assumée auparavant par son père le duc d'Édimbourg pendant 60 ans) et chancelier de l'université de Huddersfield depuis 2015 (dans laquelle un Duke of York Young Entrepreneur Centre a été inauguré).
Il est colonel en chef de The Princess Louise Fusiliers (un régiment d'infanterie de l'armée canadienne créé en 1869 en hommage à la princesse Louise, fille de la reine Victoria).
C'est aussi un passionné de golf.
En 2006, la reine Élisabeth II l'a fait chevalier de l'ordre de la Jarretière, la plus haute récompense du Royaume-Uni.
En 2019, le prince Andrew rejoint son frère et sa belle-sœur, le comte et la comtesse de Wessex, comme vice-présidents du Windsor Horse Show (le duc d'Edimbourg était le président de cette manifestation).
Dans le domaine culturel, le duc d'York est parrain de l'English National Ballet.

#### Divorce
Après le divorce, Sarah Ferguson et le prince Andrew continuent de vivre ensemble, d'honorer des représentations publiques ou d'apparaître lors d'événements importants. En 2006, son ex-épouse est à ses côtés lors de la remise de l’ordre de la Jarretière, par exemple. Le duc et la duchesse d'York continuent également d'apparaître ensemble lors du traditionnel rendez-vous de la famille royale aux courses d'Ascot. Un lieu important dans l'histoire du couple, où en 1985 le prince Andrew décida d'afficher sa relation avec Sarah Ferguson, en lui tenant la main, pour la première fois en public.
À l'occasion de la date notable de la trentième année du mariage de Sarah Ferguson et du prince Andrew (s'ils n'avaient pas divorcé), les médias retracent la vie de couple du duc et la duchesse d'York, qui perdure malgré leur divorce. Le 23 juillet 2016, Paris Match utilise la formule : Divorcés pour le meilleur et pour le pire.
Le 16 juin 2016, le duc et la duchesse d'York forment une haie d'honneur en famille, lors de l'arrivée de la reine. Un mois plus tard, le 23 juillet, alors que le prince Andrew représente la reine Élisabeth II (qui est en Écosse), Sarah Ferguson est de nouveau à ses côtés et invitée officielle à la loge royale. Les médias notent que cette journée aurait été celle de la date anniversaire de leurs 30 ans de mariage (s'ils n'avaient pas divorcé),.
L'année précédente, le 19 juin 2015, le duc et la duchesse d'York sont accompagnés par leurs deux filles et leurs petits amis, et formaient également une haie d'honneur à l'arrivée de la reine Élisabeth II en carrosse,,,.

#### Affaire Epstein et retrait de la vie publique
L'une des victimes de l'homme d’affaires et criminel sexuel Jeffrey Epstein, mis en cause dans plusieurs affaires de prostitution de mineurs, Virginia Roberts Giuffre, affirme avoir été à la fin des années 1990 « offerte à des personnalités politiques, à des professeurs d'université, à des gens issus de la royauté », et accuse nommément le prince Andrew. Celui-ci nie tout lien avec elle, bien que des photos et une vidéo indiquent clairement le contraire.
Le 20 novembre 2019, il annonce qu'en raison de cette affaire, et avec la permission de la reine, il se retire de ses engagements publics. Après cette décision, les 200 associations qui étaient sous son patronage sont réparties entre son frère le prince de Galles et son neveu le duc de Cambridge.
Alors qu’il avait déclaré publiquement qu’il se tenait à disposition de la justice américaine, « le prince Andrew a complètement fermé la porte à une coopération volontaire », annonce la justice américaine en mars 2020.
En décembre 2020, lors de l'éclatement de l'affaire Peter Nygård, ses liens avec le prince Andrew ont rappelé ceux du prince avec Jeffrey Epstein. Comme le prince Andrew a visité l'île d'Epstein à de nombreuses reprises, il s'est également déjà rendu au complexe luxueux de Peter Nygård, Nygård Cay, aux Bahamas.
Le 10 août 2021, Virginia Roberts dépose une plainte contre le prince Andrew devant le tribunal fédéral de Manhattan, l'accusant de l'avoir agressée sexuellement lorsqu'elle avait 17 ans. Le 26 octobre 2021, le tribunal du district de Manhattan annonce que le prince Andrew devra se rendre disponible pour être auditionné par la justice américaine d'ici le 14 juillet 2022. Le 12 janvier 2022, la justice américaine estime recevable la plainte pour agressions sexuelles déposée contre lui. Le lendemain, le prince Andrew se voit retirer par la reine ses affiliations militaires et les parrainages royaux qui lui sont rétribués. Excepté lors d'une veillée autour du cercueil de sa mère, il ne peut plus porter en public l'uniforme militaire. 
Ses avocats concluent un accord avec Virginia Roberts en février 2022, stipulant que ce dernier devra verser 12 millions de livres sterling pour faire cesser les poursuites. Alors que l'opinion publique s'interroge sur la provenance des fonds qui serviront à solder le litige, The Daily Telegraph affirme que la reine devrait « aider à payer cet accord ». L'accord serait donc financé en partie par la subvention à la famille royale, issue de l'argent du contribuable,.
En 2022, année du jubilé de platine et de la mort de sa mère, plusieurs spécialistes de la famille royale estiment que sa situation publique ne changera probablement pas sous le règne de son frère Charles III, qui aurait acté la fin définitive de son activité royale. Les sondages montrent un rejet massif de la proposition de retour aux activités du prince concernant les devoirs royaux,,. À l'annonce de la publication des mémoires de Virginia Giuffre début 2023, le roi Charles III lui retire ses appartements au palais de Buckingham,.

#### Relations avec le Moyen-Orient
En 2014, Andrew a participé à une délégation à Bahreïn, un proche allié du Royaume-Uni. Selon le porte-parole de CAAT (Campaign Against Arms Trade), Andrew Smith, les membres de ce groupe ont appelé Andrew et le gouvernement britannique pour arrêter les ventes d'armes à Bahreïn. 
En janvier 2014, Andrew s'est envolé pour Bahreïn et a rencontré le Cheikh Abdullah, le deuxième fils du roi Hamed ben Issa Al Khalifa.  Andrew a partagé une relation étroite avec le Cheikh Abdullah qui a payé Michael Jackson des millions de dollars[évasif] pour vivre à Bahreïn pendant onze mois après son acquittement d'accusations d'agression sexuelle d'enfants.
En novembre 2022, Andrew fait un voyage secret à Bahreïn pour tenter d'être intermédiaire entre les « États de l'Ouest » et ceux du Golfe pendant la crise énergétique. Il s'y est rendu dans un jet privé appartenant à un milliardaire suisse. Il est proche de la famille royale de Bahreïn et se trouvait avec le roi Hamed ben Issa Al Khalifa au Royal Windsor Horse Show en 2014, 2018 et 2019. Toutes les dépenses de son séjour cinq étoiles ont été payées par la famille royale de Bahreïn,.

#### Affaire d'espionnage au compte de la Chine
En décembre 2024, Andrew est visé par des suspicions d'espionnage au compte de la Chine, en raison de sa relation avec Yang Tengbo, un chef d'affaire installé au Royaume-Uni depuis 2002 proche du pouvoir chinois.

## Titres et honneurs

### Titulature complète
En tant que fils de la souveraine, il est prince du Royaume-Uni de Grande-Bretagne et d'Irlande du Nord avec le prédicat d'altesse royale. Couramment appelé par son titre de duc d'York, sa titulature complète est : « Son Altesse Royale le prince Andrew Albert Christian Edward, duc d'York, comte d'Inverness, baron Killyleagh, chevalier compagnon royal de l'ordre très noble de la Jarretière, chevalier grand-croix de l'ordre royal de Victoria, aide de camp de Sa Majesté ». Depuis le 13 janvier 2022, il n'utilise plus le prédicat d'altesse royale dans ses obligations publiques officielles.
Il est connu successivement sous les titres suivants :
- 19 février 1960-23 juillet 1986 : Son Altesse Royale le prince Andrew (naissance) ;
- depuis le 23 juillet 1986 : Son Altesse Royale le duc d'York (mariage).

### Distinctions
- 19 décembre 1979 - 2 juin 2003 : commandeur de l'ordre royal de Victoria (CVO)
- depuis le 23 avril 2006 : chevalier royal de l'ordre de la Jarretière (KG)
- 2 juin 2003 - 21 février 2011 : chevalier commandeur de l'ordre royal de Victoria (KCVO)
- depuis le 21 février 2011 : chevalier grand-croix de l'ordre royal de Victoria (GCVO)

## Dans la fiction
Dans la série télévisée The Crown, son rôle est interprété par l'acteur Tom Byrne dans la saison 4 (2020) et par l'acteur James Murray dans les saisons 5 et 6 (2022-2023).
Dans le film Scoop (2024), qui revient sur ses liens avec l'affaire Epstein, le rôle du prince Andrew est interprété par l'acteur britannique Rufus Sewell.